# آنيت باير
آنيت كلير باير (بالإنجليزية: Annette Claire Baier)‏ (من مواليد 11 أكتوبر 1929 - وتُوفيت في 2 نوفمبر 2012) هي فيلسوفة نيوزيلندية وباحثة لدى مؤسسة ديفيد هيوم، ركزت خصوصًا على علم النفس المعنوي. واشتهرت آنيت أيضًا بمساهماتها في الفلسفة النسوية وفلسفة العقل، حيث تأثرت بشدة بزميلها السابق، ويلفريد سيلارز.

## سيرتها الذاتية
خلال معظم مسيرتها المهنية، درّست آنيت في قسم الفلسفة في جامعة بيتسبرغ، بعد أن انتقلت هناك من جامعة كارنيغي ميلون. تقاعدت آنيت إلى بلدها دنيدن بنيوزيلندا، حيث تخرجت من جامعة أوتاغو.
كانت الرئيسة السابقة للشعبة الشرقية للرابطة الفلسفية الأمريكية، وهو مكتب مخصص للنخبة في مهنتها. حصلت آنيت على دكتوراه فخرية في الآداب من جامعة أوتاجو في عام 1999.
كان زوجها هو الفيلسوف كورت باير.

## نهجها الأخلاقي
يتمثل نهج آنيت في الأخلاقيات في أن النساء والرجال يتخذون قراراتهم حول الصواب والخطأ على أساس أنظمة قيم مختلفة: فالرجال يتخذون قراراتهم الأخلاقية وفق فكرة العدالة، بينما تكون المرأة مدفوعة بشعور من الثقة أو الرعاية. وتقترح أن تاريخ الفلسفة قام بتجميعه أغلبية ساحقة من الرجال، مما أدّى إلى مجموعة من الأفكار التي تتجاهل فيما يبدو دور التنشئة والثقة في الفلسفة الإنسانية.

## مؤلفاتها

### كتب
- آنيت باير (1985). مواقف العقل: مقالات عن العقل والأخلاق.

- آنيت باير (1991). تقدم المشاعر: تأملات في هيوم في الاطروحه.
- آنيت باير (1995). التحيزات الأخلاقية، بما في ذلك على وجه الخصوص «ماذا تريد النساء في النظرية الأخلاقية؟» و «الحاجة إلى أكثر من العدالة».
- آنيت باير (1997). مجلس العموم. محاضرات بول كاروس.
- آنيت باير (2008). الموت والشخصية: مزيد من التأملات في هيوم. مطبعة جامعة هارفارد.
- آنيت باير (2009). تأملات حول كيف نعيش. مطبعة جامعة أكسفورد.
- آنيت باير (2011). مساعي الفلسفة: مقدمة لحياة وفكر ديفيد هيوم. مطبعة جامعة هارفارد.